# 霍波 (加利福尼亞州)
霍波（英語：Hoppaw）是位於美國加利福尼亞州德爾諾特縣的一個非建制地區。該地的面積和人口皆未知。

## 地理
霍波的座標為41°31′27″N 123°01′48″W / 41.52417°N 123.03000°W，而該地的平均海拔高度為11米（即36英尺）。